# Інохара Джюндзо
Інохара Джюндзо (31 січня 1910 — ) — японський хокеїст на траві.
Срібний призер Олімпійських Ігор 1932 року.